# Georges de Kerchove d'Exaerde
Georges Baron de Kerchove d'Exaerde, né à Gand le 6 mai 1873 et mort à Liège le 1er août 1944, est un bourgmestre de l'ancienne commune belge de Bellem.

## Biographie
Il est le fils du gouverneur de Flandre-Orientale Raymond de Kerchove d'Exaerde et de Valentine de Kerchove, qui sont cousins. Valentine est la sœur d'Alice Marie de Kerchove (nl), l'arrière-arrière-grand-mère de la reine Mathilde.
Le baron Georges est devenu conseiller municipal de Bellem en 1899 et est bourgmestre de 1908 à 1921. Il est marié à Delphine van Eyll (1869 - 1909) ; leur fille Anne-Marie (Anne) de Kerchove d'Exaerde (1902 - 2006) est morte à 104 ans. Son mari, Guillaume de Crombrugghe de Picquendaele, est bourgmestre de Bellem de 1939 à 1971.